# Waltheof z Melrose
Waltheof z Melrose  (ur. ok. 1095, zm. 3 sierpnia 1159) – anglo-normański mnich i święty katolicki.
Urodził się w szlacheckiej rodzinie anglo-normańskiej. Jego rodzicami byli hrabia Simon I de Senlis oraz hrabina Maud z Huntingdon, późniejsza królowa Szkocji. Jego ojczymem był król Dawid I Szkocki, drugi mąż jego matki. Na dworze swojego ojczyma zdobył staranne wykształcenie. Równocześnie  zainteresował się życiem religijnym. W 1130 roku został kanonikiem regularnym w klasztorze w Nostell. W 1133 roku został wybrany na przeora w Kirkham. Następnie powierzono mu ważną funkcję drugiego opata w Melrose w Szkocji. Na krótko przed śmiercią odrzucił propozycję objęcia biskupstwa w Glasgow. Zmarł 3 sierpnia 1159.
Waltheof z Melrose zmarł w opinii świętości, a jego grób w Melrose stał się celem licznych pielgrzymek. Nowy opat William sprzeciwiał się temu kultowi i starał się ograniczać te pielgrzymki, jednak bezskutecznie. Jego następca (od 1170 roku) Jocelin, zezwolił na kult Waltheofa. W 1171 roku otwarto grób świętego odkrywając, że ciało jest nienaruszone. Ponownej ekshumacji dokonano w 1206 roku znów stwierdzając, że ciało nie uległo rozkładowi. W 1340 roku ponownie otwarto grób, ale znaleziono już tylko szczątki (część kości zabrano na relikwie). Obecne miejsce pochówku jest nieznane.  